# Laura Hickman
Œuvres principales
Ravenloft (1983)
Les Cantiques de bronze (2004-2006)
Laura Curtis Hickman (née le 7 décembre 1956) est une autrice de fantasy américaine, connue surtout pour la conception de jeux et l'écriture de romans de fantasy en collaboration avec son mari, Tracy Hickman. C'est une des première femmes à avoir écrit et publié un scénario de jeu de rôle sur table.

## Jeunesse
Laura Curtis est née le 7 décembre 1956 à Long Beach, en Californie. Elle a épousé Tracy Hickman en 1977. Le couple a quatre enfants. Laura Hickman est membre de l'Église des saints des derniers jours.

## Carrière

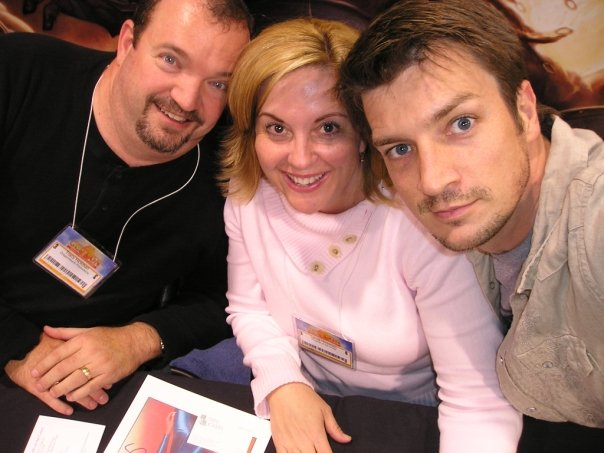
Hickman avec son mari Tracy Hickman (à gauche) et l'acteur Nathan Fillion (à droite)

Peu après leur mariage, Laura Hickman introduit son mari, Tracy, au jeu de rôle Donjons & Dragons. Alors que le couple vit à Provo, le couple Hickman coécrit les versions originales des scénarios Rahasia et Pharaoh et les publie dans sa micro-maison d'édition, DayStar West Media, en 1980:15. Ces scénarios ne sont au début que des « pages photocopiées avec des couvertures qu'[ils] agrafaient sur la table pliante de [leur] cuisine. » Ces premiers modules représentent une évolution importante pour les scénarios de jeu de rôle de fantasy puisqu'ils ont une histoire intéressante et un objectif atteignable en une ou deux parties, ainsi que des donjons basés sur l'architecture d'un lieu crédible.

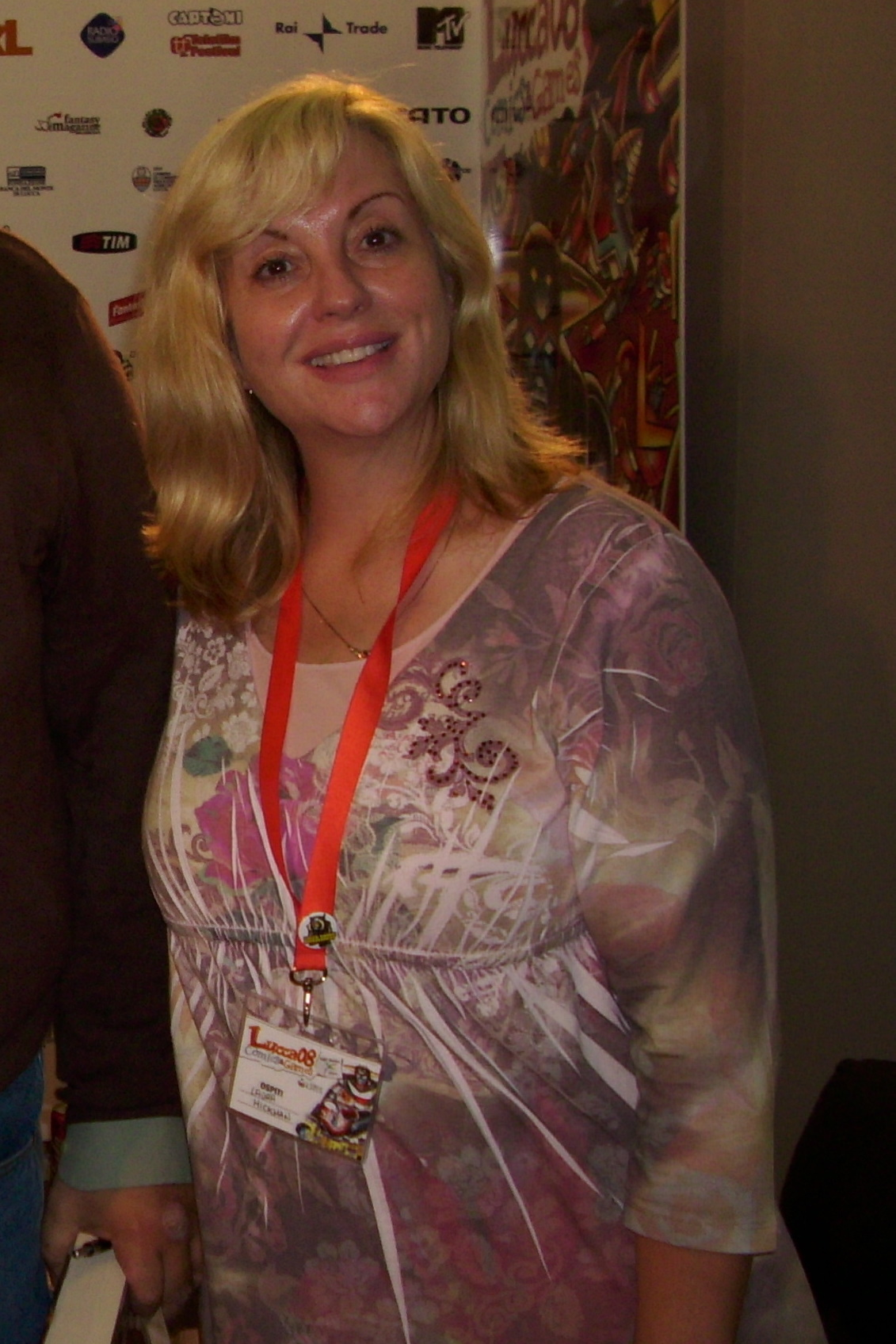
Hickman à la convention Lucca Comics & Games en 2008

Au début des années 1980, les Hickman vivent à Logan, dans l'Utah et ont des problèmes financiers après que l'associé de Tracy l'a laissé avec 30 000 $ de dettes. En apprenant que TSR, l'éditeur de Donjons & Dragons, paie 500 $ pour de nouveaux modules, les Hickman décident de leur envoyer Rahasia et Pharaoh. TSR accepte de publier les modules des Hickman. Laura Hickman est ainsi l'une des premières femmes à voir un de ses scénarios de jeu de rôle publié.
Les Hickman commencent à travailler chez TSR et déménagent dans le Wisconsin, imaginant Lancedragon sur le trajet en voiture,. Le personnage de Laurana Kanan est inspiré de Laura. Lancedragon devient « le premier projet entrepris par TSR à inclure des romans pour adultes ainsi que des jeux, des calendriers et autres produits dérivés ». L'univers de Lancedragon, auquel participent de nombreux auteurs et artistes chez TSR, devient très populaire : un demi-million de scénarios et deux millions de livres vendus entre 1984 et 1987. Toujours chez TSR, les Hickman écrivent le module populaire et innovant Ravenloft (1983), pour Advanced Dungeons & Dragons. Sur le site Polygon, Charlie Hall décrit le scénario comme « la première campagne D&D à être basée sur une histoire ». Le livre Dungeon Master For Dummies inclut ce scénario parmi les dix meilleurs scénarios classiques, entre autres pour son histoire détaillée tout en étant brève et ses cartes isométriques. Ce livre affirme également que Ravenloft « a inspiré les concepteurs de jeux et les maitres de donjon à pousser l'art du scénario au niveau supérieur ». Ravenloft a ensuite inspiré un décor de campagne du même nom.
Les Hickman écrivent ensemble la trilogie de romans des Cantiques de bronze, qui commence par Le Guerrier mystique en 2004. Tracy et Laura produisent un podcast appelé DragonHearth de 2006 à décembre 2010. Ils écrivent également le scénario Out in the Black (2006) pour le jeu de rôle Serenity pour Margaret Weis Productions:353. Les Hickman reçoivent le prix Whitney Awards dans la catégorie des « succès exceptionnels » en 2015 pour avoir « ouvert la voie à des moyens de publication originaux ». Hickman a participé à des conférences d'écriture telles que Writing and Illustrating for Young Readers.
En 2010, Tracy et Laura Hickman ont lancé la série de romans de fantasy en format numérique Dragon's Bard.

### Suppléments de jeux de rôle
Co-écrits avec Tracy Hickman
Pour Donjons & Dragons :
- Rahasia (1979)
- Pharaon (1980)

Pour les Règles avancées de Donjons & Dragons :
- Ravenloft (1983)
- Dragons of War (1984)[14]
- Ravenloft II: The House on Gryphon Hill (1986) - préparation et intrigue[15]

Pour le jeu de rôle Serenity :
- Out in the Black (2006)[16]

### Fiction
- Série Lancedragon
  - Le Cœur de Lunedor, publié dans Guerre et amour sur Krynn (1987) (nouvelle co-écrite avec Kate Novak )[17]

#### Co-écrits avec Tracy Hickman
- Série Les Cantiques de bronze[18]
  - Le Guerrier mystique (2004)
  - La Quête mystique (2005)
  - L'Empire mystique (2006)
- Série Dragon's Bard[18]
  - Eventide (2010)
  - Blackshore (2013)
  - Moredale (non publié)[19]
  - Saint Nicolas et le Dragon (2012)
- Swept Up By the Sea: A Romantic Fairy Tale (2013)[20]
- Sojourner Tales (2014)
- Série Nightbirds[18]
  - Unwept (2014)
  - Unhonored (2016)

### Non-fiction
- Baking Outside the Box: Volume 1 The Goody Mix